# Acasanga delectabilis
Acasanga delectabilis is een keversoort uit de familie van de boktorren (Cerambycidae). De wetenschappelijke naam van de soort werd in 1880 als Themistonoe delectabilis gepubliceerd door Charles Owen Waterhouse.